# Сыромятников, Иван Аркадьевич
Иван Аркадьевич Сыромя́тников (1904—1966) — советский инженер, учёный-энергетик.

## Биография
С 14-летнего возраста работал на различных предприятиях. Член ВКП(б) с 1924 года. В 1930 году окончил МЭИ. Научная, инженерная и преподавательская деятельность:
- 1930—1932 лаборант, зав. лабораторией высоких напряжений МЭИ
- 1930—1936 начальник лаборатории электроцеха ОРГРЭС
- 1936—1941 руководитель группы, главный инженер центральной лаборатории «Азовэнерго»
- 1941—1957 зам. начальника техотдела, зам. начальника управления, главный специалист-электрик Минэнерго СССР
- 1944—1949 (по совместительству) главный инженер — научный руководитель ЦНИЭЛ.
- 1957—1965 — главный специалист, начальник отдела энергетики и электротехники ГНТК
- (по совместительству) 1953—1965 зав. кафедрой электростанций ВЗПИ
- 1965—1966 зав. кафедрой электростанций МЭИ.

Доктор технических наук, профессор.
Умер 5 января 1966 года в Москве после тяжёлой болезни.

## Награды и премии
- Сталинская премия второй степени (1948) — за разработку и внедрение метода пофазного ремонта ЛЭП
- заслуженный деятель науки и техники РСФСР.
- орден Трудового Красного Знамени
- орден Красной Звезды
- орден «Знак Почёта»
- медаль «За трудовую доблесть»
- медаль «За доблестный труд в Великой Отечественной войне»